# 五輪小橋
五輪小橋（ごりんこばし）は、札幌市の真駒内川にかかる橋。

## 概要
北海道道82号西野真駒内清田線（五輪通）の橋であり、国道230号（石山通）に接続する五輪大橋が至近距離にある。1972年（昭和47年）の『第11回冬季オリンピック札幌大会』（札幌オリンピック）開催に合わせて整備された。
橋の両端には札幌ゆかりの彫刻家による作品が置かれている。これは、札幌オリンピック開催に合わせて札幌市が彫刻家に依頼したものである。東端南側が佐藤忠良作「えぞ鹿」で東端北側が「雪娘」、西端両側が本田明二作「栄光」である。

## 周辺
真駒内
- 真駒内公園
  - 豊平川さけ科学館
  - 真駒内屋外競技場（真駒内セキスイハイムスタジアム）
  - 真駒内屋内競技場（真駒内セキスイハイムアイスアリーナ）